# Letonia en los Juegos Paralímpicos de Río de Janeiro 2016
Letonia estuvo representada en los Juegos Paralímpicos de Río de Janeiro 2016 por once deportistas, seis hombres y cinco mujeres.

## Medallistas
El equipo paralímpico letón obtuvo las siguientes medallas:
| Nombre        | Deporte   | Evento                |
| ------------- | --------- | --------------------- |
| Oro           |           |                       |
| Diāna Dadzīte | Atletismo | Jabalina F56 femenino |
| Aigars Apinis | Atletismo | Disco F52 masculino   |
| Plata         |           |                       |
| —             |           |                       |
| Bronce        |           |                       |
| Diāna Dadzīte | Atletismo | Disco F55 femenino    |
| Edgars Bergs  | Atletismo | Peso F35 masculino    |